# Monostori Tivadar
Monostori Tivadar (Felsőgalla, 1936. augusztus 24. – Esztergom, 2014. március 18.) válogatott labdarúgó, csatár, a Dorogi FC Örökös Tagja. Pályafutása alatt Monostori II. néven szerepelt.

## Pályafutása

### Klubcsapatban
1954-ben szerepelt először a Dorogi Bányász csapatában. Összesen 243 bajnoki mérkőzésen szerepelt és 94 gólt szerzett Dorogon. Az 1958–1959-es bajnoki idényben hármas holtversenyben bajnoki gólkirály lett 15 góllal.
Később Tatabányán folytatta első osztályú szereplését. Labdarúgói pályafutásának befejeztével a Testnevelési Főiskolát elvégezve edzőként dolgozott több csapatnál. (Tatabánya, Dorogi Bányász)

### A válogatottban
1958 és 1963 között kilenc alkalommal szerepelt a válogatottban és négy gólt szerzett. Részt vett az 1958-as svédországi világbajnokságon és az 1962-es chilei világbajnokságon, ahol az Argentína ellen szerepelt is.

### Edzőként
1971 és 1978 között a Tatabányai Bányásznál dolgozott, mint edző. 1975-ig pályaedző, utána a csapat vezetőedzője volt. 1978 és 1979 között az utánpótlás válogatott vezetőedzője volt. 1979 és 1983 között, majd 1989-től a Ferencváros ifjúsági csapatának edzőjeként tevékenykedett. Dolgozott még az Oroszlányi Bányász, a Kaposvári Rákóczi és a Dorogi Bányász csapatánál is. 1983 és 1984 között az Arab Emirátusok Labdarúgó Szövetségének edzője volt.

## Sikerei, díjai
- Magyar bajnoki gólkirály: 1958–1959 (15 gól) - holtversenyben
- Kiváló Sportoló (1962)
- A Dorogi FC Örökös Tagja (2001)

## Családja
Dorogon élt. Nős, két leánya van, többszörös nagypapa. Veje, Holdampf Sándor a Kék Duna Rádió médiaigazgatója és labdarúgó szakedző, aki szintén a Dorog játékosa volt. Testvére, Monostori György is a Dorogi Bányászban játszott, ő viselte a Monostori I. nevet.

## Statisztika

### Mérkőzései a válogatottban
| Magyarország | Magyarország        | Magyarország                        | Magyarország  | Magyarország | Magyarország  | Magyarország  | Magyarország | Magyarország |
| #            | Dátum               | Helyszín                            | Hazai         | Eredmény     | Vendég        | Kiírás        | Gólok        | Esemény      |
| ------------ | ------------------- | ----------------------------------- | ------------- | ------------ | ------------- | ------------- | ------------ | ------------ |
| 1.           | 1958. április 20.   | Budapest, Népstadion                | Magyarország  | 2 – 0        | Jugoszlávia   | barátságos    | -            | 77'          |
| 2.           | 1960. november 13.  | Budapest, Népstadion                | Magyarország  | 4 – 1        | Lengyelország | barátságos    | 2            | 20' 40'      |
| 3.           | 1960. november 20.  | Budapest, Népstadion                | Magyarország  | 2 – 0        | Ausztria      | barátságos    | -            | 46'          |
| 4.           | 1961. október 8.    | Bécs, Práter-stadion                | Ausztria      | 2 – 1        | Magyarország  | barátságos    | -            | 46'          |
| 5.           | 1961. október 22.   | Budapest, Népstadion                | Magyarország  | 3 – 3        | Hollandia     | vb-selejtező  | 1            | 19'          |
| 6.           | 1962. június 6.     | Rancagua, Estadio El Teniente (CHI) | Magyarország  | 0 – 0        | Argentína     | vb-csoportkör | -            |              |
| 7.           | 1962. szeptember 2. | Poznań, Warta-stadion               | Lengyelország | 0 – 2        | Magyarország  | barátságos    | -            | 74'          |
| 8.           | 1963. május 5.      | Stockholm, Råsunda Stadion          | Svédország    | 2 – 1        | Magyarország  | barátságos    | -            | 46'          |
| 9.           | 1963. május 19.     | Budapest, Népstadion                | Magyarország  | 6 – 0        | Dánia         | barátságos    | 1            | 53'          |
|              | Összesen            |                                     |               | 9            | mérkőzés      |               | 4            | gól          |